# Chlenias ombrophora
Chlenias ombrophora är en fjärilsart som beskrevs av Oswald Beltram Lower 1894. Chlenias ombrophora ingår i släktet Chlenias och familjen mätare. Inga underarter finns listade i Catalogue of Life.